# Jan Bochenek

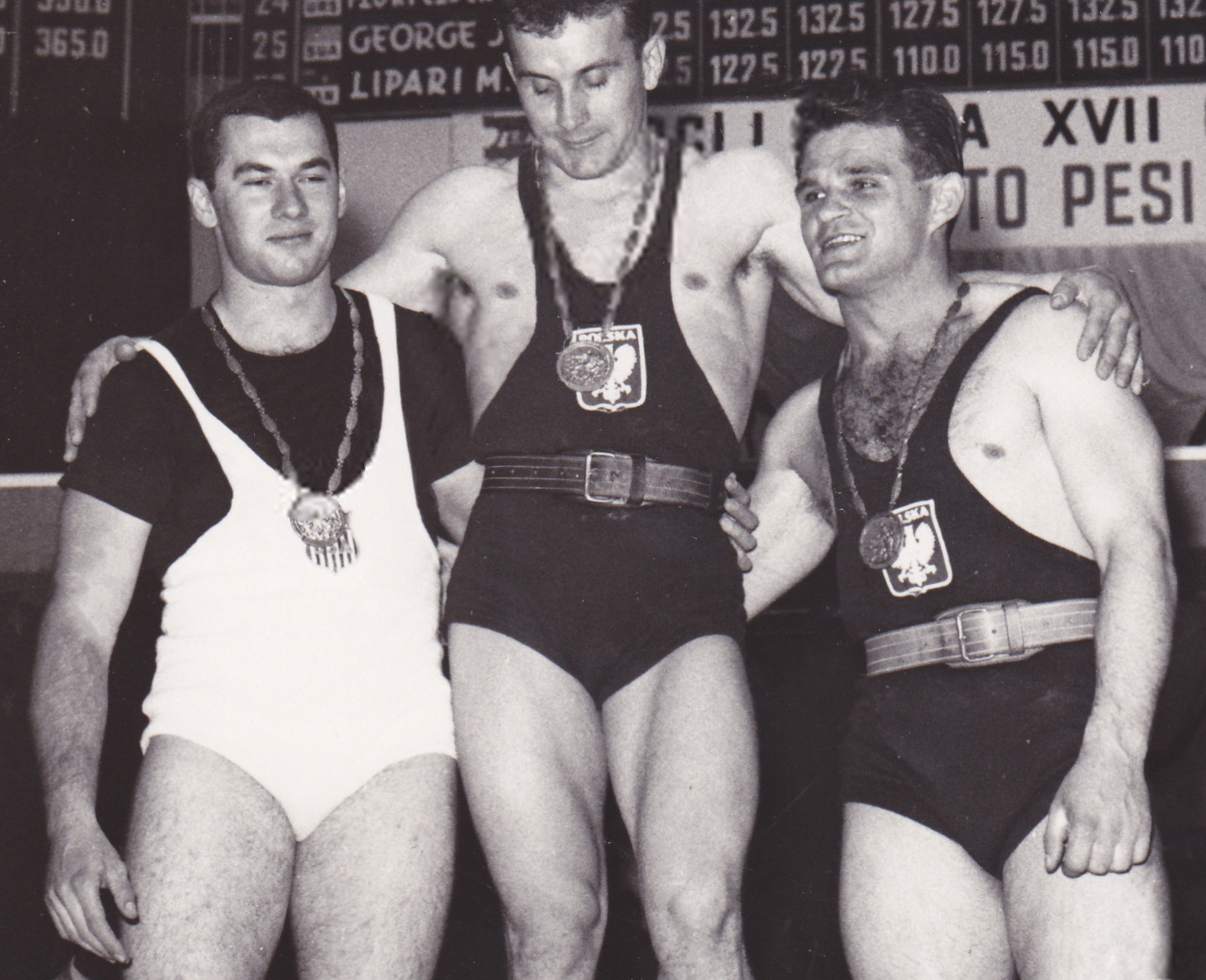
Jan Bochenek (rechts) bei den Olympischen Spielen 1960

Jan Bochenek (* 20. September 1931 in Wołczkowo bei Stanisławów; † 2. November 2011 in Łódź) war ein polnischer Gewichtheber.

## Werdegang
Jan Bochenek ist in Warschau aufgewachsen und kam als Jugendlicher zum Gewichtheben. Nach seiner Einberufung zur Armee erzielte er gute Fortschritte und startete bald bei den polnischen Meisterschaften. Er war Angehöriger von Legia Warschau und wurde von Klemens Roguski und Augustyn Dziedzic trainiert. Während das polnische Gewichtheben zu Beginn der 1950er Jahre praktisch nicht existierte, wurden unter dem damaligen politischen System bald so gute Voraussetzungen geschaffen, dass die polnischen Gewichtheber binnen fünf Jahren die erweiterte Weltspitze erreichten. Von diesem System profitierte auch Jan Bochenek außerordentlich, denn bereits 1956 gewann er bei den Europameisterschaften in Helsinki eine Medaille im Mittelgewicht. Bis 1962 gehörte er dann zur Weltspitze im Mittel- und Leichtgewicht.
Jan Bochenek war Offizier bei den polnischen Streitkräften.

## Internationale Erfolge
(OS = Olympische Spiele, WM = Weltmeisterschaften, EM = Europameisterschaften, Mi = Mittelgewicht, Ls = Leichtschwergewicht)
- 1954, 10. Platz (5 Platz), WM + EM in Wien, Mi, mit 360,0 kg;
- 1955, 6. Platz (4 Platz), WM + EM in München, Mi, mit 365 kg;
- 1956, 3. Platz, EM in Helsinki, Mi, mit 362,5 kg, hinter Igor Rybak, UdSSR, 382,5 kg und Krzysztof Beck, Polen, 375 kg;
- 1956, 4. Platz, OS in Melbourne, Mi, mit 382,5 kg, hinter Fjodor Bogdanowski, UdSSR, 420 kg, Peter George, USA, 412,5 kg und Ermanno Pignatti, Italien, 382,5 kg;
- 1957, 3. Platz, EM in Katowice, Mi, mit 380 kg;
- 1957, 3. Platz, WM in Teheran, Mi, mit 395 kg, hinter Thomas Kono, USA, 420 kg und Bogdanowski, 420 kg;
- 1958, 3. Platz, Militär-Spartakiade in Leipzig, Mi, mit 370 kg, hinter Bogdanowski, 412,5 kg und Beck, 385 kg;
- 1958, 5. Platz (4 Platz), WM + EM in Stockholm, Mi, mit 380,0 kg;
- 1959, 3. Platz, WM + EM (2. Platz) in Warschau, Mi, mit 392,5 kg, hinter Kono, 425 kg und. Bogdanowski, 417,5 kg;
- 1960, 3. Platz, EM in Mailand, Mi, mit 385 kg, hinter Alexander Kurynow, UdSSR, 420 kg und Győző Veres, Ungarn, 397,5 kg;
- 1960, Bronzemedaille, OS in Rom, Ls, mit 420 kg, hinter Ireneusz Paliński, Polen, 442,5 kg und James George, USA, 430 kg;
- 1962, 3. Platz, Grand Prix von Moskau, Ls, mit 410 kg, hinter Sibirjakow, UdSSR, 442,5 kg und Rastscheschkin, UdSSR, 437,5 kg

## Polnische Meisterschaften
- 1952, 2. Platz, Mi, mit 300 kg, hinter Krzysztof Beck, 305 kg und vor Edmond Copa, 285 kg;
- 1954, 1. Platz, Ls, mit 362,5 kg, vor Copa, 320 kg und Sadowski, 320 kg;
- 1956, 1. Platz, Ls, mit 377,5 kg, vor Copa, 375 kg und Sonnenfeld, 360 gk;
- 1957, 1. Platz, Ls, mit 390 kg, vor Ireneusz Palinski, 375 kg uö. Copa, 355 kg;
- 1958, 2. Platz, Ls, mit 402,5 kg, hinter Palinski, 415 kg und vor Sonnenfeld, 377,5 kg;
- 1960, 1. Platz, Ls, mit 405 kg, vor Jerzy Kaczkowski, 375 kg und Nozewski, 360 kg;
- 1961, 1. Platz, Ls, mit 405 kg, vor Kowalski, 360 kg und Grzyb, 352,5 kg